# ヤマキ (ホームセンター)
株式会社ヤマキは、新潟県新潟市南区（登記上は秋田県能代市）に本社を置き、秋田県を中心に ホームセンターのチェーン店「コメリホームセンター」や「コメリパワー」を展開・経営していた企業である。

## 概要
製材業を営んでいた山木木材株式会社（やまきもくざい）が、多角経営のためホームセンター業に参入し、1976年に第1号店となる「ホームセンターヤマキ能代店」を開店。翌年の1977年に株式会社ホームセンターヤマキを設立。同年に同社の第1号店となる「ホームセンターヤマキ秋田飯島店」を開店。1984年には山木木材と横手ホームセンターを吸収合併し、山木木材が運営していた「ホームセンターヤマキ能代店」と横手ホームセンター（よこてホームセンター）が運営していた「ホームセンターヤマキ横手店」を継承し、商号を株式会社ヤマキに変更した。その後、秋田県や青森県、北海道に店舗を展開。また、1994年に株式を店頭公開するまでに至った。
しかし、秋田県内に大手ホームセンターが進出し業績が伸び悩み、2002年にコメリと資本業務提携を実施。2006年にはコメリの完全子会社になり、展開していた店舗もホームセンターヤマキからコメリブランドに転換していった。
コメリの経営合理化により、2009年4月1日付でヤマキはコメリに吸収合併。同日付で解散した。秋田県内の12店舗と北海道の2店舗はコメリが引き続き営業をする。
創業者の山木雄三は能代市市議会議員や能代商工会議所会頭などを歴任していた。

## 沿革
- 1977年（昭和52年）6月7日 - 株式会社ホームセンターヤマキ設立。
- 1984年（昭和59年）6月 - 山木木材株式会社と株式会社横手ホームセンターを吸収合併し、商号を株式会社ヤマキに変更。
- 1991年（平成3年）
  - 2月 - 有限会社山木商事を吸収合併。
  - 7月 - 子会社として株式会社北海道ヤマキを設立。
- 1994年（平成6年）12月1日 - 日本証券業協会に株式を店頭登録。
- 2000年（平成12年）5月 - 株式会社北海道ヤマキを解散。
- 2002年（平成14年）10月28日 - 株式会社コメリと資本業務提携。
- 2004年（平成16年）2月16日 - 日本証券業協会の店頭登録を廃止。
- 2006年（平成18年）2月20日 - 株式交換によりコメリの完全子会社化。
- 2009年（平成21年）4月1日 - コメリに吸収合併[1]。

## 店舗

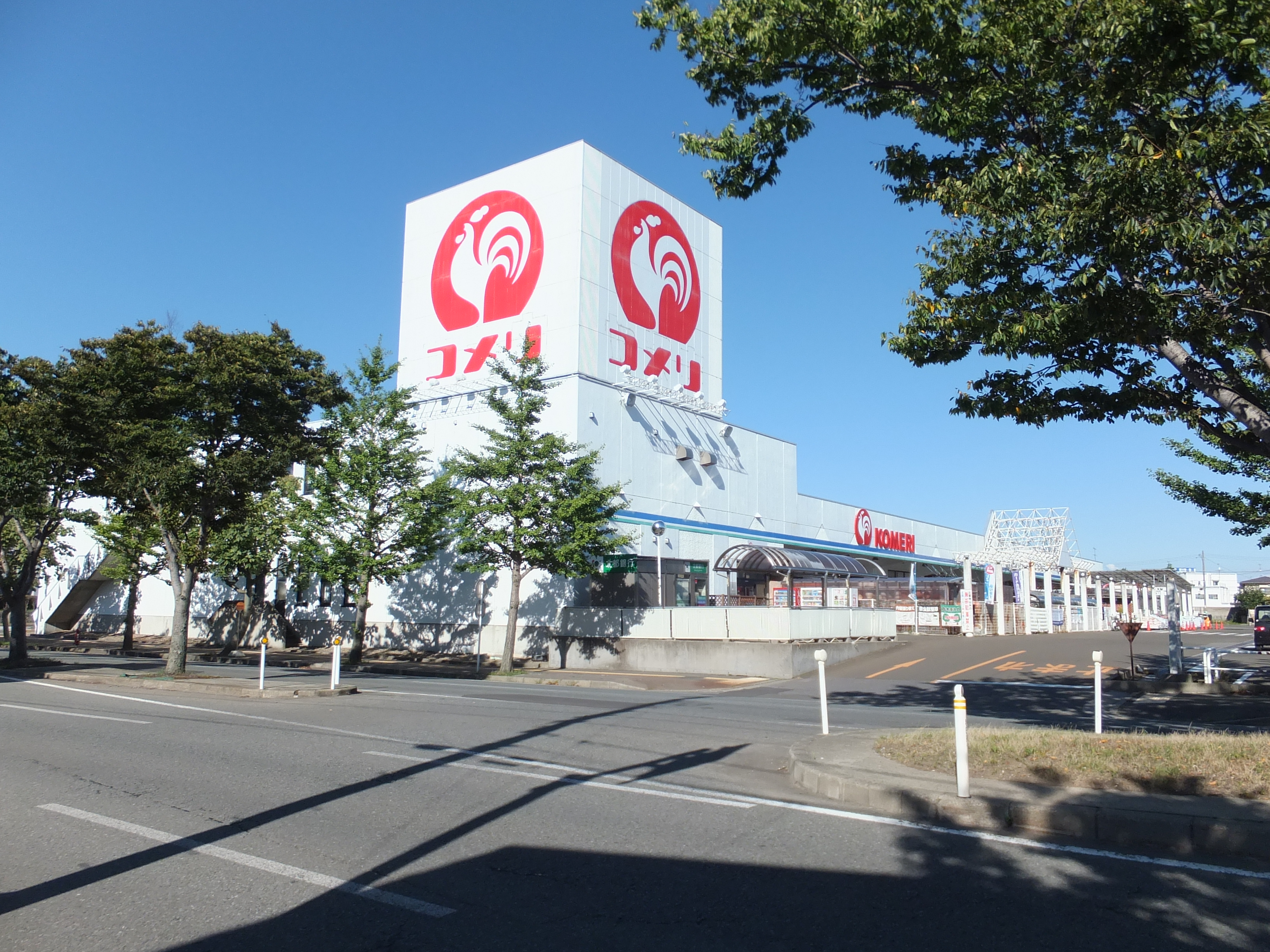
コメリホームセンター能代店、かつてのヤマキ本店である。

2009年3月31日まで運営していた店舗。秋田県内の他のコメリブランド18店舗は株式会社コメリの直営店舗であった。

### 秋田県
- コメリホームセンター大館店/大館市御成町4-7-30
- コメリホームセンター能代店/能代市大町8-36
- コメリホームセンター男鹿店/男鹿市船越字内子289
- コメリホームセンター秋田卸町店/秋田市卸町1-3-7…現在は、パワー秋田卸町店
  - コメリホームセンター秋田卸町店資材館/秋田市卸町1-7-10…現在は、パワー秋田卸町店の資材館
  - コメリリフォーム秋田卸町店/秋田市卸町1-3-7
- コメリホームセンター秋田仁井田南店/秋田市仁井田本町5-4-1…現在は、TSUTAYA仁井田店
- コメリホームセンター秋田泉店/秋田市泉北2-3-51…現在は、PRO秋田泉店
- コメリホームセンター秋田飯島店/秋田市飯島字平右エ門田尻268
- コメリホームセンター本荘出戸町店/由利本荘市出戸町字赤沼下道58
- コメリホームセンター大曲田町店/大仙市大曲田町2-25
- コメリパワー大曲店/大仙市福田町20-60
  - コメリリフォーム大曲店/大仙市福田町20-60
- コメリホームセンター横手店/横手市駅南2-2-41
- コメリホームセンター湯沢店/湯沢市表町4-3-33

### 北海道
- コメリホームセンター旭川永山店/旭川市永山8-4-5-12
- コメリホームセンター音更店/河東郡音更町木野大通西16-1-11